# Об'єднаний інститут лабораторної астрофізики
Об'єднаний інститут лабораторної астрофізики (англ. Joint Institute for Laboratory Astrophysics, JILA) — дослідницький інститут у США. Знаходиться на території Університету Колорадо в Боулдері. Заснований в 1962 році як спільний інститут Університету Колорадо в Боулдері та Національного інституту стандартів і технології.

## Дослідження
JILA є одним із провідних науково-дослідних інститутів країни в галузі фізичних наук. Перший у світі конденсат Бозе-Ейнштейна був створений в JILA Еріком Корнеллом і Карлом Віманом у 1995 році. Перша демонстрація частотного гребінця була проведена в JILA під керівництвом Джона Голла. Перші демонстрації ферміонного конденсату були зроблені Деборою Джин.
Співробітники JILA обіймають посади викладачів на факультетах фізики, астрофізики і планетології, хімії і біохімії, інженерії.
Дослідження в JILA стосуються фундаментальних наукових питань про межі квантових вимірювань і технологій, розробку точних оптичних і рентгенівських лазерів, фундаментальну взаємодію світла і матерії, роль квантової фізики в хімії та біології, а також процеси, які керують еволюцією Всесвіту в космології.

## Співробітники
У JILA працюють Нобелівські лауреати Еріка Корнелл та Джон Голл, а раніше також працювали Нобелівські лауреати Девід Вайнленд і Карл Віман. Щороку науковці JILA публікують понад 200 оригінальних наукових статей у національних і міжнародних наукових журналах і матеріалах конференцій.